# Lewski Ruse
Lewski Ruse (bułg. СК Левски (Русе)) – bułgarski klub piłkarski, mający siedzibę w mieście Ruse, na północy kraju, działający w latach 1922–1940 i 1943–1945.

## Historia
Chronologia nazw:
- 1922: Lewski Ruse (bułg. СК Левски (Русе))
- 1940: klub rozwiązano
- 1943: Lewski Ruse (bułg. СК Левски (Русе))
- 1945: klub rozwiązano – po fuzji z Angeł Kynczew Ruse tworząc Angeł Kynczew-Lewski Ruse

Klub sportowy Lewski został założony w Ruse w lipcu 1922 roku w wyniku odłączenia trzeciego oddziału piłkarskiego SK Sawa Ruse. Klub był wspierany finansowo przez bogatego mieszkańca miasta D. Dułgerowa.
Pierwsze mistrzostwa Bułgarskiego Związku Piłki Nożnej miały zostać rozegrane w 1924 roku, jednak ze względu na różnice między zespołami w półfinałach rozgrywki nie zostały zakończone, a zwycięzca nie został wyłoniony. Dopiero od 1925 są rozgrywane mistrzostwa systemem pucharowym, do których kwalifikowały się zwycięzcy regionalnych oddziałów. W 1926 roku jako zwycięzca Obwodu Sportowego Ruse zespół zakwalifikował się do turnieju finałowego. W finałowej części mistrzostw klub wygrał 1:0 z Sokołem Szumen w ćwierćfinale, ale w półfinale przegrał 1:5 z Władysławem Warna. W 1927 znów został mistrzem obwodu Ruse, ale turniej finałowy z różnych przyczyn nie został rozegrany. W 1928 ponownie został zatrzymany w półfinale, przegrywając 1:5 z Władysławem Warna. W następnych sezonach nie zakwalifikował się do finałów, dopiero w 1932 ponownie startował w mistrzostwach na szczeblu centralnym, ale już odpadł w pierwszym meczu po przegranej 0:2 z Szipczenski Sokoł Warna. Potem znów przez kilka lat nie mógł zakwalifikować się, a w 1936 po wygraniu 3:0 z Panajot Wołow Szumen w pierwszej rundzie przegrał 0:1 z Krakrą Pernik w ćwierćfinale. W 1937 roku w turnieju finałowym najpierw wygrał 3:0 z Bdin Widyń, w ćwierćfinale 2:0 z Belite Orli Plewen, w półfinale po remisie 1:1 po czasie dodatkowym, Władysław Warna nie pojawił się w drugim meczu. W pierwszym meczu finałowym z Lewskim Sofia zakończonym 1:1 sędzia nie wyznaczył dodatkowego czasu, mimo protestów piłkarzy z Ruse. W drugim meczu Lewski (Ruse) objął prowadzenie 1:0, ale po sygnale asystenta bramka została odwołana. Zawodnicy z Ruse po zakończeniu meczu opuścili boisko tuż przed oficjalnym przyznaniem nagród, po czym wynik meczu został oficjalnie uznany na korzyść Lewskiego Sofia przez walkower (3:0), czyniąc klub wicemistrzami Bułgarii.
W 1937 roku po reorganizacji systemu lig rozpoczęto rozgrywać turniej ligowy. W sezonie 1937/38 zespół debiutował w Nacionałnej futbołnej diwizii, zajmując szóste miejsce. Sezon 1938/39 zakończył na siódmej pozycji w lidze. W następnym sezonie 1939/40 zajął przedostatnie 9.miejsce i spadł z Nacionałnej futbołnej diwizii. W 1938 po raz pierwszy organizowano rozgrywki o Puchar Bułgarii, który nosił wówczas nazwę Pucharu Cara. Klub przeszedł drogę od 1/8 finału do finału. Ale w meczu finałowym w 80 min. przy wyniku 1:3 piłkarze z Ruse opuścili boisko na stadionie Junak w Sofii na znak protestu przeciwko sędziowaniu. Przeciwnik FK 13 Sofia został ogłoszony zwycięzcą przez walkower. W następnej edycji 1939 ponownie zagrał w finale, tym razem przegrywając 0:2 z Szipką Sofia. W 1940 roku w półfinale Pucharu zespół wygrał swój mecz półfinałowy 2:0 ze Sportklubem Płowdiw, ale odmówił wyjazdu na finał w Sofii z powodu sporów z organizatorami turnieju. Dlatego w finale zagrała drużyna z Płowdiwu, która przegrała 1:2 z FK 13 Sofia.
Kara, którą nałożył Bułgarski Związek Piłki Nożnej była bardzo surowa - usunięcie z Nacionałnej futbołnej diwizii i na początku października 1940 roku rozwiązanie klubu. W ten sposób zakończyło się istnienie jednego z najsilniejszych klubów w Ruse i Bułgarii. Później, po przyłączeniu Dobrudży południowej do Bułgarii 7 września 1940 roku, minęło jeszcze prawie trzy lata, aby w lipcu 1943 roku klub został zrehabilitowany i reaktywowany. W sezonie 1943/44 zespół startował w pierwszej dywizji mistrzostw Ruse, zajmując szóstą pozycję, i nie zakwalifikował się do turnieju finałowego o tytuł mistrza kraju.
Klub istniał samodzielnie do 10 czerwca 1945 roku, a potem połączył się z klubem Angeł Kynczew Ruse i przestał istnieć. Po fuzji klub nosił nazwę Angeł Kynczew-Lewski.
W 1945 roku połączony zespół po wygraniu mistrzostw obwodu sportowego Ruse awansował do Republikansko pyrwenstwo, w których w rundzie pierwszej wygrał 2:0 z Lewski-Dorostol Silistra, ale potem w 1/8 finału przegrał 1:2 z Spartakiem Warna.
8 lutego 1948 roku klub dołączył do Dinamo Ruse na rozkaz ówczesnej nomenklatury partyjnej i przestał istnieć. 16 lutego 1949 Dinamo Ruse (założony 1944), Łokomotiw Ruse (założony 1930) i Rusenec Ruse połączyli się w Dunaw Ruse. W 2005 roku klub formalnie oddzielił się od Dunawu Ruse.

## Barwy klubowe, strój, herb, hymn
|  |  |

Klub ma barwy biało-czarne. Piłkarze domowe spotkania zazwyczaj grają w pasiastych pionowo czarno-białych koszulkach, czarnych spodenkach oraz czarnych getrach.

## Sukcesy

### Trofea międzynarodowe
Do chwili obecnej klub jeszcze nigdy nie zakwalifikował się do rozgrywek europejskich.

### Trofea krajowe
| \| \| Zdobyte trofea w rozgrywkach Bułgarii (stan na: 31-05-2021) \| |                                                             |      |                                          |
| Rozgrywki                                                            | Osiągnięcie                                                 | Razy | Sezon(y)                                 |
| · Mistrzostwo                                                        | I miejsce                                                   | 0    |                                          |
| · Mistrzostwo                                                        | II miejsce                                                  | 1    | 1937                                     |
| · Mistrzostwo                                                        | III miejsce                                                 | 2    | 1926 (półfinalista), 1928 (półfinalista) |
| Puchar                                                               | zdobywca                                                    | 0    |                                          |
| Puchar                                                               | finalista                                                   | 2    | 1938, 1939, 1940 (odmowa)                |
| II liga                                                              | I miejsce                                                   | 0    |                                          |
| II liga                                                              | II miejsce                                                  | 0    |                                          |
| II liga                                                              | III miejsce                                                 | 0    |                                          |
| Bułgaria                                                             | Zdobyte trofea w rozgrywkach Bułgarii (stan na: 31-05-2021) |      |                                          |

- Gradsko pyrwenstwo na Ruse i Rusenskata sportna obłast:
  - mistrz (6): 1925/26, 1928, 1931/32, 1933/36, 1937, 1945

- Puchar Bucharestu:
  - zdobywca (1): 1934

## Poszczególne sezony

### Rozgrywki międzynarodowe

#### Europejskie puchary
Nie uczestniczył w rozgrywkach europejskich.

### Rozgrywki krajowe
| \| Bułgaria \| Bilans występów klubu w rozgrywkach piłkarskich Bułgarii (Stan na 31 maja 2021 r.) \| \| |                                                                                    |        |       |   |   |   |    |    |     |                                   |        |        |      |
| Poziom                                                                                                  | Rozgrywki                                                                          | Sezony | Mecze | Z | R | P | B+ | B– | Pkt | Lata                              | Awanse | Spadki | Naj. |
| I | Dyrżawno pyrwenstwo / Nacionałna futbołna diwizija / Republikansko pyrwenstwo      | 9      |       |   |   |   |    |    |     | 1926, 1928, 1932, 1936–1940, 1945 | 0      | 5      | 2    |
| II | B RPG / Wtora PFG / Pyrwa PFL / B PFG / Wtora PFL                                  | 0      |       |   |   |   |    |    |     |                                   | 0      | 0      |      |
| III | Treta amatorska futbołna liga                                                      | 0      |       |   |   |   |    |    |     |                                   | 0      | 0      |      |
| IV | Obłastna futbołna liga                                                             | 0      |       |   |   |   |    |    |     |                                   | 0      | 0      |      |
| | Puchar Bułgarii                                                                    | 3      |       |   |   |   |    |    |     | 1938–1940                         | 0      | 0      | 2    |
| Bułgaria                                                                                                | Bilans występów klubu w rozgrywkach piłkarskich Bułgarii (Stan na 31 maja 2021 r.) |        |       |   |   |   |    |    |     |                                   |        |        |      |

## Struktura klubu

### Stadion
Klub piłkarski rozgrywał swoje mecze domowe na stadionie Napredyk w Ruse, który może pomieścić 13.000 widzów.

## Kibice i rywalizacja z innymi klubami

### Derby
- Angeł Kynczew Ruse
- Dobrudża Ruse
- Łokomotiw Ruse
- Napredyk Ruse
- Rakowski Ruse